# جوني فالنتاين
جوني فالنتاين (بالإنجليزية: Johnny Valentine)‏ هو مصارع محترف أمريكي، ولد في 22 سبتمبر 1928 في سياتل في الولايات المتحدة، وتوفي في 24 أبريل 2001 في ريفر أوكس في الولايات المتحدة.

## وصلات خارجية
- جوني فالنتاين على موقع CageMatch worker (الإنجليزية)
- جوني فالنتاين على موقع قاعدة بيانات المصارعة على الإنترنت (الإنجليزية)
- جوني فالنتاين على موقع عالم المصارعة على الإنترنت (الإنجليزية)
- جوني فالنتاين على موقع عالم المصارعة على الإنترنت (الإنجليزية)

- جوني فالنتاين على موقع IMDb (الإنجليزية)